# Stelis drewii
Stelis drewii är en orkidéart som beskrevs av Carlyle August Luer och Endara. Stelis drewii ingår i släktet Stelis och familjen orkidéer. Inga underarter finns listade i Catalogue of Life.